# Cusã-Risataim
Cusã-Risataim (em hebraico: כּוּשַׁן רִשְׁעָתַיִם; romaniz.: Kushan rish'atayim) é uma pessoa do Antigo Testamento, mencionado no livro dos Juízes como sendo um rei da Mesopotâmia. Cusã-Risataim também teve domínio sob Israel por oito anos (1413 – 1405 a.C., segundo Ussher), como um castigo divino sofrido pelos hebreus devido a seu politeísmo, porém, foi derrotado por Otniel, primeiro juiz de Israel no período pós-morte de Josué.
Em hebraico, "Kush" significa "negro", e "Rish'atayim", "dupla maldade". Esta expressão hebraica não foi encontrada nas tábuas cuneiformes. Rawlinson o identifica como Assurresisi I, o pai de Tiglate-Pileser I.